# Trzęsienie ziemi w Miyagi (1978)
Trzęsienie ziemi w Miyagi w 1978 roku – trzęsienie ziemi o sile 7,7 stopni w skali Richtera, które nastąpiło 12 czerwca 1978 roku o 17:14 czasu lokalnego, w północno-wschodniej części Japonii, w prefekturze Miyagi. W jego wyniku, śmierć poniosło 28 osób, a rannych zostało 1325 osób.
Trzęsienie ziemi całkowicie zniszczyło ponad 1183 budynki, a poważnie uszkodziło kolejnych 5574. Zniszczone zostały również drogi dojazdowe do miasta Sendai. W okolicach miasta doszło do licznych obsunięć ziemi. 
W wyniku trzęsienia powstała fala tsunami. Najwyższa fala została zaobserwowana w mieście Kesennuma i miała ona wysokość 60 centymetrów. Fale tsunami nie sporządziły większych szkód.